# 2. American-Football-Bundesliga 2006
Die Zweitliga-Saison 2006 in der Sportart American Football war die 25. Saison der zweithöchsten Spielklasse in Deutschland.

## Ligaaufteilung
In der Nordgruppe wurde nach dem Rückzug der Hannover Musketeers nur mit sieben Mannschaften gespielt.
| Gruppe Nord            | Gruppe Nord       | Gruppe Süd                | Gruppe Süd       |
| ---------------------- | ----------------- | ------------------------- | ---------------- |
| Team                   | Vorjahr           | Team                      | Vorjahr          |
| Berlin Rebels          | 2. (2. Liga Nord) | Jena Hanfrieds (N)        | 1. (RL Mitte)    |
| Assindia Cardinals (N) | 1. (RL West)      | Franken Knights           | 4. (2. Liga Süd) |
| Kiel Baltic Hurricanes | 1. (2. Liga Nord) | Hanau Hornets             | 6. (2. Liga Süd) |
| Hamburg Eagles         | 4. (2. Liga Nord) | Kirchdorf Wildcats        | 5. (2. Liga Süd) |
| Langenfeld Longhorns   | 3. (2. Liga Nord) | Königsbrunn Ants          | 7. (2. Liga Süd) |
| Lübeck Cougars         | 6. (2. Liga Nord) | Weinheim Longhorns        | 3. (2. Liga Süd) |
| Troisdorf Jets (N)     | 2. (RL West)      | Plattling Black Hawks (N) | 1. (RL Süd)      |
|                        |                   | Wiesbaden Phantoms        | 2. (2. Liga Süd) |

- Vorjahr = Platzierung und Liga des Vorjahres
- RL = Regionalliga
- (N) Aufsteiger aus der Regionalliga
- (A) Absteiger aus der GFL

## Saisonverlauf

### Reguläre Saison
Im Norden wurde die Liga eine klare Angelegenheit für die Kiel Baltic Hurricanes. Diese gaben sich nur am letzten Spieltag eine Blöße, als sie sich in einem Spiel ohne Einfluss auf die Tabelle den Hamburg Eagles geschlagen geben mussten. Die Eagles blieben zwar stets an den Hurricanes dran, aber ihr schwacher Saisonstart mit nur 3:3 Punkten brachte sie bereits entscheidend ins Hintertreffen. Hinter diesen beiden Spitzenteams sortierte sich ein breites Mittelfeld ein. Nur der Tabellenletzte, die Assindia Cardinals, war deutlich abgeschlagen. Nach durchwachsenem Start mit 3:7 Punkten gingen die letzten sieben Spiele verloren und die Cardinals mussten nach nur einem Jahr die 2. Bundesliga wieder verlassen.
Im Süden war der Zweikampf an der Tabellenspitze noch spannender und musste im direkten Vergleich entschieden werden. Hier konnten die Weinheim Longhorns bereits am zweiten Spieltag vorlegen und die Wiesbaden Phantoms mit 28:14 schlagen. Nachdem beide Mannschaften überraschen gegen Kirchdorf Punkte gelassen hatten, kam es zur Mitte der Saison dann zum Showdown in Wiesbaden. Bis ins vierte Viertel war bei einer zwischenzeitlichen 23:12-Führung für die Phantoms noch alles drin, doch ein Fumble-Return-Touchdown stellte den 23:18-Endstand her, womit die Wiesbadener im weiteren Verlauf auf Schützhilfe anderer Teams angewiesen waren. Diese stellte sich nicht ein und die Longhorns wurden Meister. Bis zur Mitte der Saison konnten auch die Kirchdorf Wildcats, der Neuling aus Plattling und die Franken Knights Anschluss an die beiden Topteams halten, doch diverse Punktverluste ließen den Kontakt dann doch abreißen. Am Tabellenende saßen von Anfang an die Jena Hanfrieds fest, die die Runde ohne Punktgewinn zu Ende brachten. Der zweite Abstiegsplatz wurde am letzten Spieltag zwischen den Königsbrunn Ants und den Hanau Hornets ausgespielt. Die Ants mussten zuhause gewinnen, wogegen den Hornets ein Unentschieden genügte. Nach einer 8:3-Halbzeitführung für die Hornets drehten die Ants im dritten Viertel den Spielstand auf 16:8. Im vierten Viertel glichen die Hornets aus, aber die Ants gingen mit einem weiteren Touchdown 22:16 in Führung. Die folgende Conversion missglückte und so reichte ein letzter Touchdown mit Extrapunkt zum 23:22-Sieg für die Hornets, die damit den Klassenerhalt feiern konnten.

### Relegation um den Aufstieg in die GFL
In die der Relegation trafen die Weinheim Longhorns auf das Traditionsteam der bayerischen Hauptstadt, die Munich Cowboys, das letzte Südteam, welches den German Bowl gewinnen konnte. Und auch die Kieler trafen auf einen ehemaligen German-Bowl-Sieger – wie schon im Vorjahr mussten sich die Hurricanes mit den Düsseldorf Panther auseinandersetzen.
Und wie ein Hurricane zogen die Kieler dann durch Düsseldorf, mit einem 30:0-Auswärtssieg stellten sie die Weichen auf Aufstieg und ließen sich auch im Heimspiel die Butter nicht mehr vom Brot nehmen. Die Panther konnten zwar mit 30:27 in Kiel gewinnen, aber das dreißig Punkte Defizit konnten sie nicht mehr ausgleichen.
Und auch im Süden deutete sich schon im Hinspiel in München ein Wechsel an. Die Longhorns konnten einen sicheren 20:0-Sieg landen und beruhigt ins Rückspiel gehen. Und auch in ihrem Heimspiel ließen die Weinheimer nichts mehr anbrennen und gewannen auch Zuhause, diesmal mit 27:14.

### Relegation zum Aufstieg in die 2. Bundesliga
In der Relegation im Norden standen sich die Meister der Regionalliga Ost, die Frankfurt Red Cocks, und die Meister des Westens, die Bonn Gamecocks gegenüber. Vor 1.200 Zuschauern konnten die Gamecocks ein sicheres 35:13-Polster aus dem Heimspiel mit an die Oder nehmen. Und auch dort gewannen die Gamecocks, mit 28:24. Um den zweiten Aufstiegsplatz kämpften die Bochum Cadets, zweiter Regionalliga West und die Weyhe Vikings, Meister der Regionalliga Nord. Das Hinspiel in Bochum konnten die Cadets mit 28:27 knapp für sich entscheiden. Und auch in Weyhe stand es zur Halbzeit 14:13 zugunsten des Westvertreters. Doch dann drehten die Vikings noch einmal auf und drehten das Spiel, zum Endstand von 34:14, was den zweiten Aufstieg in die zweithöchste deutsche Spielklasse, nach 2000, für die Vikings bedeutete.
Im Süden trafen die Kaiserslautern Pikes Meister der Nordgruppe der Regionalliga Mitte auf die Franken Timberwolves, zweiter der Regionalliga Süd. Nach einer 14:40-Hinspielniederlage mussten die Pikes ihr Heimspiel mit mindestens 26 Punkten Differenz gewinnen. Dies schien auch zu gelingen, Mitte des vierten Viertels lagen die Pikes 28:0 in Front, doch ein später Touchdown der Timberwolves, etwa 30 Sekunden vor Ende des Spiels, besiegelte die Niederlage der Pikes und den Aufstieg der Timberwolves. Im anderen Duell traf der Meister der Regionalliga Süd, die Aschaffenburg Stallions auf die Stuttgart Silver Arrows, Meister der Staffel Süd der Regionalliga Mitte. Die Stallions ließen in beiden Begegnungen nichts anbrennen und gewann zuhause 36:6 und in Stuttgart mit 49:7.

## Statistik

### Ergebnisse

#### Division Nord
| Mannschaft             | KBH   | HE    | TJ    | LL    | BR    | LC    | AC    |
| ---------------------- | ----- | ----- | ----- | ----- | ----- | ----- | ----- |
| Kiel Baltic Hurricanes | ---   | 35:0  | 49:0  | 51:14 | 21:7  | 34:6  | 15:8  |
| Hamburg Eagles         | 47:41 | ---   | 46:7  | 17:12 | 6:6   | 16:6  | 13:6  |
| Troisdorf Jets         | 0:33  | 10:28 | ---   | 0:26  | 12:7  | 7:19  | 14:6  |
| Langenfeld Longhorns   | 14:27 | 27:28 | 0:26  | ---   | 21:7  | 25:13 | 14:14 |
| Berlin Rebels          | *     | 0:19  | 7:20  | 2:30  | ---   | 14:13 | 28:6  |
| Lübeck Cougars         | 0:42  | 29:36 | 18:27 | 28:0  | 6:7   | ---   | 29:6  |
| Assindia Cardinals     | 0:38  | 10:28 | 8:17  | 17:21 | 13:22 | 28:7  | ---   |

* Das Spiel Berlin Rebels gegen Kiel Baltic Hurricanes musste abgesagt werden und wurde nicht nachgeholt.

#### Division Süd
| Mannschaft            | WL    | WP    | PBH   | FK    | KW    | HH    | KA    | JH    |
| --------------------- | ----- | ----- | ----- | ----- | ----- | ----- | ----- | ----- |
| Weinheim Longhorns    | ---   | 28:14 | 41:0  | 6:0   | 27:14 | 64:7  | 49:0  | 72:0  |
| Wiesbaden Phantoms    | 23:18 | ---   | 24:14 | 21:14 | 7:14  | 45:15 | 35:0  | 55:7  |
| Plattling Black Hawks | 8:49  | 20:21 | ---   | 18:37 | 26:21 | 45:20 | 25:0  | 60:21 |
| Franken Knights       | 21:22 | 25:34 | 14:21 | ---   | 17:0  | 50:8  | 20:13 | 47:16 |
| Kirchdorf Wildcats    | 16:14 | 6:26  | 21:28 | 14:13 | ---   | 26:22 | 0:14  | 42:20 |
| Hanau Hornets         | 0:36  | 6:22  | 15:28 | 14:39 | 14:29 | ---   | 28:6  | 16:10 |
| Königsbrunn Ants      | 15:27 | 0:43  | 0:27  | 7:26  | 3:31  | 22:23 | ---   | 27:0  |
| Jena Hanfrieds        | 7:58  | 0:15  | 12:43 | 6:28  | 17:24 | 7:16  | 14:28 | ---   |

### Abschlusstabellen

#### Division Nord
|    | Verein                 | Sp   | S  | U | N  | TD      | Diff. | Punkte |
| -- | ---------------------- | ---- | -- | - | -- | ------- | ----- | ------ |
| 1. | Kiel Baltic Hurricanes | 11 1 | 10 | 0 | 1  | 386:960 | +290  | 20:20  |
| 2. | Hamburg Eagles         | 12   | 10 | 1 | 1  | 284:189 | 0+95  | 21:30  |
| 3. | Troisdorf Jets         | 12   | 6  | 0 | 6  | 140:247 | −107  | 12:12  |
| 4. | Langenfeld Longhorns   | 12   | 5  | 1 | 6  | 204:230 | 0−26  | 11:13  |
| 5. | Berlin Rebels          | 11 1 | 4  | 1 | 6  | 107:167 | 0−60  | 09:13  |
| 6. | Lübeck Cougars         | 12   | 3  | 0 | 9  | 174:242 | 0−68  | 06:18  |
| 7. | Assindia Cardinals     | 12   | 1  | 1 | 10 | 122:246 | −124  | 03:21  |

#### Division Süd
|    | Verein                | Sp | S  | U | N  | TD      | Diff. | Punkte |
| -- | --------------------- | -- | -- | - | -- | ------- | ----- | ------ |
| 1. | Weinheim Longhorns    | 14 | 12 | 0 | 2  | 511:125 | +386  | 24:40  |
| 2. | Wiesbaden Phantoms    | 14 | 12 | 0 | 2  | 385:167 | +218  | 24:40  |
| 3. | Plattling Black Hawks | 14 | 9  | 0 | 5  | 363:296 | 0+67  | 18:10  |
| 4. | Franken Knights       | 14 | 8  | 0 | 6  | 351:200 | +151  | 16:12  |
| 5. | Kirchdorf Wildcats    | 14 | 8  | 0 | 6  | 258:248 | 0+10  | 16:12  |
| 6. | Hanau Hornets         | 14 | 4  | 0 | 10 | 204:429 | −225  | 08:20  |
| 7. | Königsbrunn Ants      | 14 | 3  | 0 | 11 | 135:348 | −213  | 06:22  |
| 8. | Jena Hanfrieds        | 14 | 0  | 0 | 14 | 137:531 | −394  | 00:28  |

- Tie-Breaker
  - Weinheim vor Wiesbaden aufgrund des gewonnenen direkten Vergleichs (28:14 und 18:23)
  - Franken vor Kirchdorf aufgrund des gewonnenen direkten Vergleichs (17:0 und 13:14)

### Relegation zum Aufstieg in die GFL

#### Nord
| Heimverein             | Gastverein             | Ergebnis | Nach Quartern        |
| ---------------------- | ---------------------- | -------- | -------------------- |
| Düsseldorf Panther     | Kiel Baltic Hurricanes | 0:30     | 0:10; 0:13; 0:0; 0:7 |
| Kiel Baltic Hurricanes | Düsseldorf Panther     | 27:30    | 7:0; 7:14; 7:8; 6:8  |

Kiel steigt auf, die Düsseldorf Panther steigen ab.

#### Süd
| Heimverein         | Gastverein         | Ergebnis | Nach Quartern         |
| ------------------ | ------------------ | -------- | --------------------- |
| Munich Cowboys     | Weinheim Longhorns | 0:20     | 0:7; 0:6; 0:0; 0:7    |
| Weinheim Longhorns | Munich Cowboys     | 27:14    | 14:0; 0:14; 13:0; 0:0 |

Weinheim steigt auf, die Munich Cowboys steigen ab.

### Relegation zum Aufstieg in die 2. Bundesliga

#### Nord
| Heimverein                 | Gastverein                 | Ergebnis |
| -------------------------- | -------------------------- | -------- |
| Bochum Cadets (2. RL West) | Weyhe Vikings (1. RL Nord) | 28:27    |
| Weyhe Vikings (1. RL Nord) | Bochum Cadets (2. RL West) | 34:14    |

| Heimverein                      | Gastverein                      | Ergebnis |
| ------------------------------- | ------------------------------- | -------- |
| Bonn Gamecocks (1. RL West)     | Frankfurt Red Cocks (1. RL Ost) | 35:13    |
| Frankfurt Red Cocks (1. RL Ost) | Bonn Gamecocks (2. RL West)     | 24:28    |

- Aufsteiger in die 2. Bundesliga Nord sind die Weyhe Vikings und die Bonn Gamecocks.

#### Süd
| Heimverein                                  | Gastverein                                  | Ergebnis |
| ------------------------------------------- | ------------------------------------------- | -------- |
| Aschaffenburg Stallions (1. RL Süd)         | Stuttgart Silver Arrows (1. RL Mitte (Süd)) | 36:6     |
| Stuttgart Silver Arrows (1. RL Mitte (Süd)) | Aschaffenburg Stallions (1. RL Süd)         | 7:49     |

| Heimverein                                | Gastverein                                | Ergebnis |
| ----------------------------------------- | ----------------------------------------- | -------- |
| Franken Timberwolves (2. RL Süd)          | Kaiserslautern Pikes (1. RL Mitte (Nord)) | 40:14    |
| Kaiserslautern Pikes (1. RL Mitte (Nord)) | Franken Timberwolves (2. RL Süd)          | 28:7     |

- Die Aschaffenburg Stallions und die Franken Timberwolves steigen auf.